# 世界上最长最没意义的电影
《世界上最长最没意义的电影》（英語：The Longest Most Meaningless Movie in the World）是一部在英国制作的地下电影，片长达48小时。电影没有拍摄任何实际的镜头，而是完全由借用镜头、商业广告、未洗印胶片片段、影艺学院导片以及其他电影废弃片段组成，这些镜头组合起来无穷尽地播放。
电影发行时它是有史以来最长的一部电影，但后来被许多其他电影所取代。

## 外部連結
- 互联网电影数据库（IMDb）上《世界上最长最没意义的电影》的资料（英文）